# Lista foștilor membri ai Camerei Reprezentanților Statelor Unite ale Americii: G
Această este o listă a foștilor membri ai Camerei Reprezentanților Statelor Unite ale Americii al căror nume de familie începe cu litera G.
| Reprezentant                | Ani                  | Stat           | Partid                        |
| --------------------------- | -------------------- | -------------- | ----------------------------- |
| John P. Gaines              | 1847-1849            | Kentucky       | Whig                          |
| John W. Gaines              | 1897-1909            | Tennessee      | Democrat                      |
| Joseph H. Gaines            | 1901-1911            | West Virginia  | Republican                    |
| Nathan Gaither              | 1829-1833            | Kentucky       | Democrat                      |
| George Gale                 | 1789-1791            | Maryland       | Pro-Administrație             |
| Levin Gale                  | 1827-1829            | Maryland       | Democrat                      |
| Richard P. Gale             | 1941-1945            | Minnesota      | Republican                    |
| Cornelius E. Gallagher      | 1959-1973            | New Jersey     | Democrat                      |
| William Gallagher           | 1945-1946            | Minnesota      | Democrat-Țărănist-Muncitoresc |
| Jacob H. Gallinger          | 1885-1889            | New Hampshire  | Republican                    |
| Dean Gallo                  | 1985-1994            | New Jersey     | Republican                    |
| John R. Gamble              | 1891                 | South Dakota   | Republican                    |
| Robert J. Gamble            | 1895-1897, 1899-1901 | South Dakota   | Republican                    |
| Stephen W. Gambrill         | 1924-1938            | Maryland       | Democrat                      |
| Harry Gandy                 | 1915-1921            | South Dakota   | Democrat                      |
| Greg Ganske                 | 1995-2003            | Iowa           | Republican                    |
| Milton C. Garber            | 1923-1933            | Oklahoma       | Republican                    |
| Robert Garcia               | 1978-1990            | New York       | Democrat                      |
| Warren Gard                 | 1913-1921            | Ohio           | Democrat                      |
| Edward J. Gardner           | 1945-1947            | Ohio           | Democrat                      |
| Francis Gardner             | 1807-1809            | New Hampshire  | Democrat-Republican           |
| Mills Gardner               | 1877-1879            | Ohio           | Republican                    |
| Washington Gardner          | 1899-1911            | Michigan       | Republican                    |
| James A. Garfield           | 1863-1881            | Ohio           | Republican                    |
| Edward Garmatz              | 1947-1973            | Maryland       | Democrat                      |
| John Nance Garner           | 1902-1933            | Texas          | Democrat                      |
| Abraham E. Garrett          | 1871-1873            | Tennessee      | Democrat                      |
| Finis J. Garrett            | 1905-1929            | Tennessee      | Democrat                      |
| William Willis Garth        | 1877-1879            | Alabama        | Democrat                      |
| Percy Lee Gassaway          | 1935-1937            | Oklahoma       | Democrat                      |
| Seth Merrill Gates          | 1839-1843            | New York       | Whig                          |
| Ezekiel C. Gathings         | 1939-1969            | Arkansas       | Democrat                      |
| Lucien C. Gause             | 1875-1879            | Arkansas       | Democrat                      |
| John Gayle                  | 1847-1849            | Alabama        | Whig                          |
| June W. Gayle               | 1900-1901            | Kentucky       | Democrat                      |
| Sam Gejdenson               | 1981-2001            | Connecticut    | Democrat                      |
| George Gekas                | 1983-2003            | Pennsylvania   | Republican                    |
| L. M. Gensman               | 1921-1923            | Oklahoma       | Republican                    |
| Meredith P. Gentry          | 1839-1843, 1845-1853 | Tennessee      | Whig                          |
| Melvin C. George            | 1881-1885            | Oregon         | Republican                    |
| Dick Gephardt               | 1977-2005            | Missouri       | Democrat                      |
| Elbridge Gerry              | 1789-1793            | Massachusetts  | Anti-Administrație            |
| Peter G. Gerry              | 1913-1915            | Rhode Island   | Democrat                      |
| Samuel J. Gholson           | 1836-1838            | Mississippi    | Democrat                      |
| Jim Gibbons                 | 1997-2007            | Nevada         | Republican                    |
| Sam Gibbons                 | 1963-1997            | Florida        | Democrat                      |
| Charles Hopper Gibson       | 1885-1891            | Maryland       | Democrat                      |
| Ernest Willard Gibson       | 1923-1933            | Vermont        | Republican                    |
| Eustace Gibson              | 1883-1887            | West Virginia  | Democrat                      |
| Henry R. Gibson             | 1895-1905            | Tennessee      | Republican                    |
| Joshua Reed Giddings        | 1838-1842, 1842-1849 | Ohio           | Whig                          |
| Joshua Reed Giddings        | 1849-1855            | Ohio           | Free Soiler                   |
| Joshua Reed Giddings        | 1855-1857            | Ohio           | Opoziționist                  |
| Joshua Reed Giddings        | 1857-1859            | Ohio           | Republican                    |
| Oscar S. Gifford            | 1889-1891            | South Dakota   | Republican                    |
| George G. Gilbert           | 1899-1907            | Kentucky       | Democrat                      |
| Jacob H. Gilbert            | 1960-1971            | New York       | Democrat                      |
| Ralph Waldo Emerson Gilbert | 1921-1929, 1931-1933 | Kentucky       | Democrat                      |
| Sylvester Gilbert           | 1818-1819            | Connecticut    | Democrat-Republican           |
| William Branch Giles        | 1790-1795            | Virginia       | Anti-Administrație            |
| William Branch Giles        | 1795-1798, 1801-1803 | Virginia       | Democrat-Republican           |
| William F. Giles            | 1845-1847            | Maryland       | Democrat                      |
| John Gilfillan              | 1885-1887            | Minnesota      | Republican                    |
| John Gill, Jr.              | 1905-1911            | Maryland       | Democrat                      |
| Thomas Gill                 | 1963-1965            | Hawaii         | Democrat                      |
| Dean M. Gillespie           | 1944-1947            | Colorado       | Republican                    |
| Guy Mark Gillette           | 1933-1936            | Iowa           | Democrat                      |
| John J. Gilligan            | 1965-1967            | Ohio           | Democrat                      |
| Benjamin A. Gilman          | 1973-2003            | New York       | Republican                    |
| Nicholas Gilman             | 1789-1795            | New Hampshire  | Pro-Administrație             |
| Nicholas Gilman             | 1795-1797            | New Hampshire  | Federalist                    |
| Dixie Gilmer                | 1949-1951            | Oklahoma       | Democrat                      |
| Newt Gingrich               | 1979-1999            | Georgia        | Republican                    |
| Presley T. Glass            | 1885-1889            | Tennessee      | Democrat                      |
| Thomas L. Glenn             | 1901-1903            | Idaho          | Populist                      |
| Dan Glickman                | 1977-1995            | Kansas         | Democrat                      |
| David Delano Glover         | 1929-1935            | Arkansas       | Democrat                      |
| Calvin Goddard              | 1801-1805            | Connecticut    | Federalist                    |
| Abe Goff                    | 1947-1949            | Idaho          | Republican                    |
| Nathan Goff, Jr.            | 1883-1889            | West Virginia  | Republican                    |
| James S. Golden             | 1949-1955            | Kentucky       | Republican                    |
| Charles Goldsborough        | 1805-1817            | Maryland       | Federalist                    |
| T. Alan Goldsborough        | 1921-1939            | Maryland       | Democrat                      |
| Barry Goldwater, Jr.        | 1969-1983            | California     | Republican                    |
| Edward Isaac Golladay       | 1871-1873            | Tennessee      | Democrat                      |
| Jacob Golladay              | 1867-1870            | Kentucky       | Democrat                      |
| Henry B. Gonzalez           | 1961-1999            | Texas          | Democrat                      |
| Daniel Linn Gooch           | 1901-1905            | Kentucky       | Democrat                      |
| James William Good          | 1909-1921            | Iowa           | Republican                    |
| Patrick Gaines Goode        | 1837-1843            | Ohio           | Whig                          |
| Benjamin Goodhue            | 1789-1795            | Massachusetts  | Pro-Administrație             |
| Benjamin Goodhue            | 1795-1796            | Massachusetts  | Federalist                    |
| George Atlee Goodling       | 1961-1965, 1967-1975 | Pennsylvania   | Republican                    |
| William F. Goodling         | 1975-2001            | Pennsylvania   | Republican                    |
| Isaac Goodnight             | 1889-1895            | Kentucky       | Democrat                      |
| Chauncey Goodrich           | 1795-1801            | Connecticut    | Federalist                    |
| Elizur Goodrich             | 1799-1801            | Connecticut    | Federalist                    |
| Godfrey G. Goodwin          | 1925-1933            | Minnesota      | Republican                    |
| William S. Goodwin          | 1911-1921            | Arkansas       | Democrat                      |
| Albert T. Goodwyn           | 1896-1897            | Alabama        | Populist                      |
| Wells Goodykoontz           | 1919-1923            | West Virginia  | Republican                    |
| George W. Gordon            | 1907-1911            | Tennessee      | Democrat                      |
| William Gordon              | 1797-1800            | New Hampshire  | Federalist                    |
| Albert Gore, Sr.            | 1939-1944, 1945-1953 | Tennessee      | Democrat                      |
| Albert Gore, Jr.            | 1977-1985            | Tennessee      | Democrat                      |
| James S. Gorman             | 1891-1895            | Michigan       | Democrat                      |
| Porter Goss                 | 1989-2004            | Florida        | Republican                    |
| Lindsey Graham              | 1995-2003            | South Carolina | Republican                    |
| Rod Grams                   | 1993-1995            | Minnesota      | Republican                    |
| Kathryn E. Granahan         | 1956-1963            | Pennsylvania   | Democrat                      |
| William T. Granahan         | 1945-1947, 1949-1956 | Pennsylvania   | Democrat                      |
| Fred Grandy                 | 1987-1995            | Iowa           | Republican                    |
| Bradley F. Granger          | 1861-1863            | Michigan       | Republican                    |
| Daniel L. D. Granger        | 1903-1909            | Rhode Island   | Democrat                      |
| Walter K. Granger           | 1941-1953            | Utah           | Democrat                      |
| George M. Grant             | 1938-1965            | Alabama        | Democrat                      |
| James W. Grant              | 1987-1989            | Florida        | Democrat                      |
| James W. Grant              | 1989-1991            | Florida        | Republican                    |
| Charles Grassley            | 1975-1981            | Iowa           | Republican                    |
| William J. Graves           | 1835-1837            | Kentucky       | Național Republican           |
| William J. Graves           | 1837-1841            | Kentucky       | Whig                          |
| Oscar L. Gray               | 1915-1919            | Alabama        | Democrat                      |
| William H. Gray             | 1979-1991            | Pennsylvania   | Democrat                      |
| Byram Green                 | 1843-1845            | New York       | Democrat                      |
| Edith Green                 | 1955-1974            | Oregon         | Democrat                      |
| Lex Green                   | 1925-1944            | Florida        | Democrat                      |
| Mark Green                  | 1999-2007            | Wisconsin      | Republican                    |
| S. William Green            | 1978-1993            | New York       | Republican                    |
| William J. Green, Jr.       | 1945-1947, 1949-1963 | Pennsylvania   | Democrat                      |
| William J. Green, III       | 1964-1977            | Pennsylvania   | Democrat                      |
| Willis Green                | 1839-1845            | Kentucky       | Whig                          |
| Enid Greene                 | 1995-1997            | Utah           | Republican                    |
| Frank L. Greene             | 1912-1923            | Vermont        | Republican                    |
| William Laury Greene        | 1897-1899            | Nebraska       | Populist                      |
| Christopher Greenup         | 1792-1795            | Kentucky       | Anti-Administrație            |
| Christopher Greenup         | 1795-1797            | Kentucky       | Democrat-Republican           |
| Isabella Greenway           | 1933-1937            | Arizona        | Democrat                      |
| Alfred B. Greenwood         | 1853-1859            | Arkansas       | Democrat                      |
| Arthur H. Greenwood         | 1923-1939            | Indiana        | Democrat                      |
| Ernest Greenwood            | 1951-1953            | New York       | Democrat                      |
| James C. Greenwood          | 1993-2005            | Pennsylvania   | Republican                    |
| Paul R. Greever             | 1935-1939            | Wyoming        | Democrat                      |
| Judd Gregg                  | 1981-1989            | New Hampshire  | Republican                    |
| Noble Jones Gregory         | 1937-1959            | Kentucky       | Democrat                      |
| W. Voris Gregory            | 1927-1936            | Kentucky       | Democrat                      |
| Benjamin E. Grey            | 1851-1855            | Kentucky       | Whig                          |
| George W. Grider            | 1965-1967            | Tennessee      | Democrat                      |
| Henry Grider                | 1843-1847            | Kentucky       | Whig                          |
| Henry Grider                | 1861-1865            | Kentucky       | Unionist                      |
| Henry Grider                | 1865-1866            | Kentucky       | Democrat                      |
| Charles H. Griffin          | 1968-1973            | Mississippi    | Democrat                      |
| Levi T. Griffin             | 1893-1895            | Michigan       | Democrat                      |
| Robert P. Griffin           | 1957-1966            | Michigan       | Republican                    |
| Samuel Griffin              | 1789-1791            | Virginia       | Pro-Administrație             |
| Samuel Griffin              | 1791-1793            | Virginia       | Anti-Administrație            |
| Samuel Griffin              | 1793-1795            | Virginia       | Pro-Administrație             |
| Martha Griffiths            | 1955-1974            | Michigan       | Democrat                      |
| Percy W. Griffiths          | 1943-1949            | Ohio           | Republican                    |
| Matthew Griswold            | 1891-1893, 1895-1897 | Pennsylvania   | Republican                    |
| Roger Griswold              | 1795-1805            | Connecticut    | Federalist                    |
| Asle Gronna                 | 1905-1911            | North Dakota   | Republican                    |
| Harold R. Gross             | 1949-1975            | Iowa           | Republican                    |
| Jonathan Grout              | 1789-1791            | Massachusetts  | Anti-Administrație            |
| William W. Grout            | 1881-1883, 1885-1901 | Vermont        | Republican                    |
| Asa Grover                  | 1867-1869            | Kentucky       | Democrat                      |
| La Fayette Grover           | 1859                 | Oregon         | Democrat                      |
| Felix Grucci                | 2001-2003            | New York       | Republican                    |
| Felix Grundy                | 1811-1814            | Tennessee      | Democrat-Republican           |
| Frank Joseph Guarini        | 1979-1993            | New Jersey     | Democrat                      |
| Gilbert Gude                | 1967-1977            | Maryland       | Republican                    |
| Lewis B. Gunckel            | 1873-1875            | Ohio           | Republican                    |
| James Gunn                  | 1897-1899            | Idaho          | Populist                      |
| Bill Gunter                 | 1973-1975            | Florida        | Democrat                      |
| Thomas M. Gunter            | 1874-1883            | Arkansas       | Democrat                      |
| John A. Gurley              | 1859-1863            | Ohio           | Republican                    |
| Edward J. Gurney            | 1963-1969            | Florida        | Republican                    |
| Gil Gutknecht               | 1995-2007            | Minnesota      | Republican                    |
| Tennyson Guyer              | 1973-1981            | Ohio           | Republican                    |
| William M. Gwin             | 1841-1843            | Mississippi    | Democrat                      |